# Irredentismo
Irredentismo é a aspiração de um povo a completar a própria unidade territorial nacional, anexando terras sujeitas ao domínio estrangeiro ("terras irredentas") com base em teorias de uma identidade étnica ou de uma precedente posse histórica, verdadeira ou suposta.
O termo "terras irredentas" (em língua italiana, terre irredente), isto é, não redimidas, foi utilizada a primeira vez pelo político nacionalista italiano, Matteo Renato Imbriani, em 1877, no funeral de seu pai, Paolo Emilio Imbriani. Portanto, diz respeito a povos que, vivendo em uma terra sujeita à soberania de certo Estado, desejam separar-se deste para fazer parte do estado do qual sentem a paternidade e a origem, ou constituir um estado nacional separado.
Nem sempre as disputas territoriais são irredentistas, mas frequentemente as vêm colocadas para buscar o apoio internacional e da opinião pública.

## Algumas questões irredentistas
Entre as principais questões irredentistas estão as seguintes.

### Relacionadas com a constituição de novos estados nacionais
- A questão de Bengala Oriental, resolvida com a separação do Paquistão e a constituição de Bangladexe em 10 de março de 1971;
- A questão da Palestina, baseada na Resolução 181 de 29 de novembro de 1947 da Assembleia Geral da ONU, que previa criação contextual do Estado de Israel e de um Estado árabe-palestino;

### Relacionadas com aquisição de "terras irredentas"

Territórios reclamados pela República da China (Taiwan)

- A reivindicação[1] das Ilhas Malvinas (Falkland) por parte da Argentina;
- As reivindicações alemãs, anteriores à Primeira Guerra Mundial, sobre a Alsácia e Lorena, mais aquelas durante a era nazista sobre áreas da Polônia, da Lituânia, e sobre os Sudetos da Checoslováquia.
- As reivindicações Sionistas[2] sobre territórios da Palestina histórica.
- As reivindicações da Bolívia sobre a região costeira do Chile, anexada por este depois da Guerra do Pacífico (1879-1884).
- As pretensões eslovenas sobre territórios da Itália, Áustria e Hungria.
- As reivindicações dos muçulmanos paquistaneses sobre território de Caxemira, que é dividido entre Paquistão e Índia.
- As reivindicações da Hungria, segundo a qual o Felvidék (parte meridional da Eslováquia), a Transilvânia, e Croácia e algumas outras partes da Áustria, Ucrânia, Romênia, Iugoslávia e Eslovênia lhe pertencem.
- As reivindicações da Sérvia sobre grandes áreas da Bósnia e Herzegovina e da Croácia.
- As reivindicações da Finlândia, no período entre as duas guerras mundiais, segundo a qual à Carélia Oriental, com base no Tratado de Tartu, foi garantida uma autonomia cultural e política, violada pela União Soviética. Hoje a questão da Carélia está ressurgindo, ainda que evitada pelo governo.
- As reivindicações da Índia sobre aquilo que é conhecido como Akhand Bharat, que inclui Afeganistão, Paquistão, Nepal, Butão, Sri Lanka, e Bangladesh. Este território é conhecido como a pátria histórica dos hindus, muito antes da  repartição colonial e da conversão de parte dos hindus ao islamismo.
- As reivindicações de Portugal sobre Olivença, ocupada por Espanha desde 1807 na sequência da Guerra Peninsular durante as invasões napoleónicas. Embora Espanha reconheça o Tratado de Paris de 1814 e tenha acatado às resoluções do Congresso de Viena, que a devolviam à coroa portuguesa, mantêm a ocupação, ilegal à luz do direito internacional.
- A integração da Galiza ao território português, baseada na suposta unidade linguística (ver reintegracionismo).
- As reivindicações de Espanha sobre Gibraltar que é um território ultramarino britânico no extremo Sul da Península Ibérica, baseada no facto de Gibraltar já ter sido espanhol.
- As reivindicações de Marrocos sobre Ceuta e Melilha, bem como outras ilhas do norte de África, que estão sobre o domínio de Espanha.
- As reivindicações da Venezuela[3] sobre a Guiana Essequiba, baseada no facto de anteriormente ter sido parte da Capitania-Geral da Venezuela, distrito administrativo colonial do Império Espanhol.